# الأرشيدوقة ماري فاليري من النمسا

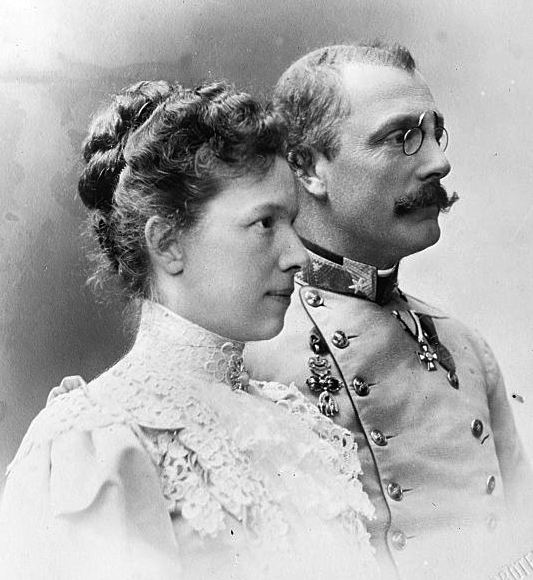
الارشدوقة ماري مع زوجها فرانس سالفيتور

الأرشيدوقة ماري فاليري من النمسا (بالألمانية: Marie Valerie von Österreich )‏ (و. 1868 – 1924 م) هي أرستقراطية مجرية، ولدت في منطقة بودا في بودابست، توفيت في فيينا، عن عمر يناهز 56 عاماً، بسبب السرطان.

## جوائز
حصلت على جوائز منها:
- Order of Saint Elizabeth [الإنجليزية]‏.